# Ништадтський мир

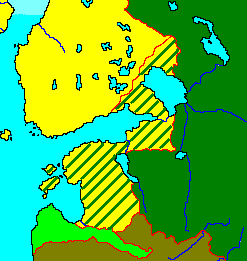
Карта зміни кордонів держав по Ніштадському миру: жовтим кольором позначена Швеція до війни, темно-зеленим — Московське царство, заштриховані землі, які відійшли від Швеції до Московського царства за умовами договору

Ніштадтський мир (рос. Ништадтский мир; фін. Uudenkaupungin rauha; швед. Freden i Nystad; ест. Uusikaupunki rahu; 30 серпня за ст. стилем (10 вересня) 1721) — «вічний, істинний, непорушний мир на землі» Московського царства зі Шведською імперією, підписаний від імені Московії Яковом Брюсом і від імені Швеції Юганом Лілльенстедтом у фінському місті Ніштадт (нині — Уусікаупункі). Завершив Північну війну і змінив московсько-шведський кордон, раніше закріплений Столбовським мирним договором від 1617 року. Шведська імперія визнала приєднання до Московського царства Ліфляндії, Естляндії, Інгерманландії (Іжорська земля), частини Карелії (Стара Фінляндія) та інших територій. Московське царство зобов'язалося сплатити Шведській імперії грошову компенсацію і повернути Фінляндію.

## Передумови
Перемогами московитів у кінці Північної війни вирішили скористатися Королівство Великої Британії, Ганновер, Республіка Об'єднаних провінцій і Данія-Норвегія, що уклали союз із Петром I проти Шведської імперії. Насправді ж Королівство Великої Британії і Республіка Об'єднаних провінцій не бажали повної поразки Шведської імперії і посилення Московського царства на Балтиці. Це призвело до розпаду коаліції та укладення 4 серпня 1717 союзного договору з Французьким королівством: Париж обіцяв посередництво в переговорах зі Шведською імперією, яка була виснажена тривалою війною. 12 травня 1718 відкрився Аландський конгрес — на одному з Аландських островів. З московського боку переговори очолили Яків Брюс і Андрій Остерман. Проте, сподіваючись на допомогу Королівства Великої Британії, шведи всіляко їх затягували. Крім того, після загибелі Карла XII в 1718 році до влади в Шведській імперії прийшло реваншистське угруповання королеви Ульріки Елеонори, яке виступало за зближення з Королівством Великої Британії і продовження військових дій.

## Укладання миру та наслідки
1719 року під впливом британської дипломатії була організована коаліція європейських держав проти Московського царства. До її складу увійшли Габсбурзька монархія, Саксонське курфюрство і Ганновер. Королівство Великої Британії обіцяло військову і фінансову допомогу шведам. Переговори на Аландському конгресі були припинені. 1719 року московський флот переміг шведів біля острова Езель, а 1720-го — біля острова Гренгам. Це змусило Королівство Великої Британії відкликати свою ескадру з Балтики. Упродовж 1719−1720 років московити провели три успішні десантні операції на території Шведської імперії. Усе це змусило шведів у травні 1721 року в Ніштадті відновити переговори. 30 серпня (за ст. стилем) 1721 мирний договір було підписано.
Договір завершив Північну війну. За договором Московське царство закріпило вихід до Балтійського моря: до царства відішли частини Карелії на північ від Ладозького озера, Інгерманландія (Іжорська земля) від Ладоги до Нарви, частина Естляндії з Ревелем, частина Ліфляндії з Ригою, острови Езель і Даго. За ці землі Московське царство виплатило Шведській імперії компенсацію в 2 млн єфимків (1,3 млн рублів). Передбачався обмін полоненими, амністія «злочинцям і перебіжчикам» (окрім прихильників Івана Мазепи). Фінляндія поверталася Швеції. До Московського царства відійшла східна частина Фінляндії з Виборгом. Договір зберігав усі привілеї, надані німецькому прибалтійському дворянству шведським урядом: самоврядування, станові органи тощо. 
10 вересня 1721 року в Москві були влаштовані урочистості з нагоди Ніштадського миру. 